# Xavier Seulmand
Xavier Seulmand est un compositeur, producteur et Dj français.

## Biographie
Sa carrière débute le 1er janvier 1983 au Moulin de Gambais. Un an plus tard, il devient résident du BH, puis Le Klub, de 1986 à 1997. De 1999 à 2004, il devient le Dj emblématique des soirées Butch, première soirée hebdomadaire dédiée exclusivement aux Gays "musclés". Dans le même temps, il mixe aussi au Palace pour le Gay Tea Dance où il succède à Antoine Clamaran, à La Scala, au Queen, à l'Élysée Montmartre, à La Loco, à L'Empire, sur le Concorde Atlantique, Maxim's, au Palais de Tokyo, au Mix, à L'Étoile, au Regine's, aux Bains-Douches, le COX... et pour de très nombreuses soirées underground comme Maximale, Dispatch, Blaukaus, Submission, Atmosphère, Fusion, Home Deluxe, Space of Sound (Paris, Madrid), Juice (Amterdam), Gus Deluxe (Bruxelles, Paris, Londres), Delice (Barcelone), European Beardrop (Paris, Nice, Toulouse), Décadence, Papa Party, Circuit Festival (Matinée Group), Marvellous Island (Festival de Musiques électroniques), Paris-Circuit... Jusqu'en 2023 Dj résident du Freedj
Au milieu des années 1990, il travaille avec le groupe de rock (belge) Machiavel sur un album Le Rituel (unreleased).
Rapidement reconnu et plébiscité pour son style musical et ses sets très fluides et très mélodiques, il a surtout ouvert la voie de La House Progressive, dans le Clubbing français.
Depuis 2000, il se consacre beaucoup plus à la production de Musiques de Club, fait de nombreux remixes officiels ou officieux (Adele, Issac Junkie, Matenda, Depeche Mode, Devdas, Katy Perry, Ysa Ferrer, Self Concept, Rio Vegas, Lykke Li, Kristin W...), travaille et compose avec, ou plus souvent anonymement pour, d'autres DJ, ou sous divers noms de concept comme NES, Mancruiser, KoXs, Keteb (avec Herr Moh, Fred Munier...)...
Il se consacre essentiellement à la production depuis 2024
Labels : Résolution Records, Massive Music créés par le compositeur Cyril Morin, Rage Records, Elettrika Records

## Discographie
- The Signal- 2007 - (Resolution Records)
- Sandy Bay - 2007 - (Resolution Records)(Collaboration : Marc Roben)
- Colors of Life - 2008- (Resolution Records)(Collaboration : Cléo)
- Take it Easy - 2008 - (Resolution Records)(Collaboration : Nicolas Nucci)
- Bob's nation - 2008 - (Resolution Records) (collaboration : Kevin Onyl)
- Sens interdit - Remixes - 2009 -  Ysa Ferrer (Lovarium Production)
- NES Feel Human - 2009 - based on musical themes by Cyril Morin (Massive Music)
- New Robot Generation  - Remixes - 2009 - Ysa Ferrer (Lovarium Production)
- Colors of Life 2010 - 2010 - Remixes de Tommy Marcus, Jerome Zambino et Xavier Seulmand (Resolution Records)
- Don't Stop- 2010 - (Resolution Records)(Collaboration : Cléo)
- Fluofighter- 2010 - (Tommy Marcus) - Remix (Résolution Records)
- Too Stranger- 2010 (Self Concept) - Remix Officiel
- Too Strange - 2011 (Self Concept) - 3 remixes sur le EP "Too Strange: The Remixes" (Lovarium Production)
- Touch me feat. Cléo - 2011 - EP "The Touch" (Résolution Records)
- Hypnosis feat. Fred M. (Noises of Humanity) - 2011 - EP "The Touch" (Résolution Records)
- You are the last - 2011 (Self Concept) - Remix officiel
- Chicago Stadium  - 2011 (Alcôve) - Remix officiel (Résolution Records)
- Flash - 2012 (KoXs feat Kevin Onyl)- (Elettrika Records)
- Black Out - 2012 (KoXs feat. Kevin Onyl)- (Elettrika Records)
- Looking for a boy- 2012 feat. Self Concept
- Sinner 2012 (Self Concept) - Remix Officiel
- Twisted 2012 (Alex Aglieri) - Remix officiel (Elettrika Records)
- Heroique Fantaisie 2012 (Tommy Marcus) - Remix (Résolution Records)
- Something in the air 2012 (on new edition Album "What your name" Self concept)
- The Walk - 2012 EP "The walk" (Elettrika Records)
- Last aurora - 2012 EP "The walk" (Elettrika Records)
- Things I've said 2013 EP Matt Springfield Remixes (Clipper's)
- Un être d'amour 2013 EP Denny Fisher Remixes (Rage Records)
- You've gotta know 2014 EP Joseph Orsot Remixes (Le Refuge)
- Message to the world 2015 EP Denny Fischer Mix (Rage Record)
- Juke 2015 EP (Résolution records)
- Hosted 2015 EP (Résolution Records)
- Onyx 2015 (Tommy Marcus) EP ONYX Remixes (Resolution records)
- Profusion 2015 (Flavio Warriez/Clem B) EP Remix (Sorry Shoes)
- L'Orange 2021 Michal (Kwiatkowski) Gilbert Bécaud Orange Givrée Remix
- Frozen tree 2022 (Xavier Seulmand) Original track
- Évidemment 2023 La Zarra Remix streaming
- The Fool  2023 Jain Remix streaming
- Sous les pavés 2023 Izia Remix streaming
- Give it away 2023 (The Shoes) Remix streaming
- Qu'importe 2023 Juliette Armanet Remix streaming
- Tristesse 2023 Zaho de Sagazan Remix streaming
- I'm not here to make friends 2023 Sam Smith Remix streaming
- Dance the night 2023 Dua Lipa Remix streaming
- Padam Padam 2023 Kylie Minogue Remix streaming
- In electric blue 2023 Alison Goldfrapp Remix streaming
- Tout le monde 2023 Zazie Remix streaming
- Bouteille à la mer 2023 Mylène Farmer remix streaming
- Ready baby 2023 Jeanne Added remix streaming
- Not over yet 2023 (Grace) remix streaming
- How could i find love 2023 (Silja)  remix streaming
- Uninvited 2013 Remastered 2023 Alanis Morissette remix streaming
- Age of love 2013 Remastered 2023 (The age of love) remix streaming
- Comment on fait? 2023 Zazie & Vianney remix streaming
- Je partirai 2023 Hoshi remix streaming
- Ne saute pas 2023 Hoshi feat. Calogero remix streaming
- One of your girls 2023 Troye Sivan remix streaming
- L'étoile 2023 Clara Ysé remix streaming
- Mon amour 2024 Slimane remix streaming
- I kissed a girl 2009  Remastered 2023 Katy Perry remix streaming
- Aspiration 2024 Zaho de Sagazan remix streaming
- Before the party's over 2024 (Mustii) remix streaming
- Les pensées meurent 2012 (Elric Nolan) remix streamming
- Accords 2024 La Grande Dame remix streaming
- Soleil 2024 Émilie Simon remix streaming
- Espresso 2024 Sabrina Carpenter  remix streaming
- Desease 2024 Lady Gaga remix streaming
- Désormais 2024 Charles Aznavour Full vocal remix streaming
- Désormais 2024 Charles Aznavour Dub remix streaming
- Parfum Orange 2024 La Grande Dame remix streaming
- Come back 2024 (Xavier Seulmand - Original Ext) streaming
- Ô travers 2024 Zaho de Sagazan remix streaming
- Good luck, babe 2024 Chappell Roan remix  streaming
- Black holes 2025 Amanda Lear remix streaming
- L'oiseau de papier 2025 (Demi Mondaine) remix streaming
- Sorrow replaced 2025 Kim Wilde feat. Midge Ure remix streaming
- Rome 2025 Solann remix streaming
- Always 2025 Erasure vs Cappella remix streaming
- Empty echoes 2025 Original Mix streaming
- Absolutely fabulous 2025 Pet Shop Boys remix streaming
- The beast 2025 Lady Gaga remix streaming

### Album
- NES  Feel Human - 2009 - Album conçu autour des thèmes musicaux de Cyril Morin (avec l'Orchestre Symphonique de Bulgarie et avec la collaboration de Nicolas Nucci).
- EXCESS - 2011 - Album - Composé et produit par Xavier Seulmand (Rage Records)